# آدم كوتش
آدم كوتش (بالإنجليزية: Adam Koch)‏ مواليد 4 مايو 1988 في أشوابينون، هو لاعب كرة سلة أمريكي. بدأ مسيرته الاحترافية في سنة 2010. يبلغ طوله 6 قدم 8 بوصة (2.0 م). اعتزل اللعب في 2013. لعب مع نادي نيمبورك لكرة السلة في الدوري التشيكي الوطني لكرة السلة.

## روابط خارجية
- آدم كوتش على موقع الدوري الأوروبي لكرة السلة (الإنجليزية)
- آدم كوتش على موقع كرة السلة الأوروبية.كوم (الإنجليزية)
- آدم كوتش على موقع كلية كرة السلة في سبورتس رفرنس.كوم (الإنجليزية)
- آدم كوتش على موقع ريلجم (الإنجليزية)
- آدم كوتش على موقع بروبوليرز (الإنجليزية)
- آدم كوتش على موقع سبورتس رفرنس (الإنجليزية)
- آدم كوتش على موقع سبورتس رفرنس (الإنجليزية)